# Emblema dell'Uzbekistan
L'emblema dell'Uzbekistan (Oʻzbekiston Respublikasi davlat gerbi) è il simbolo ufficiale di stato della Repubblica dell'Uzbekistan.

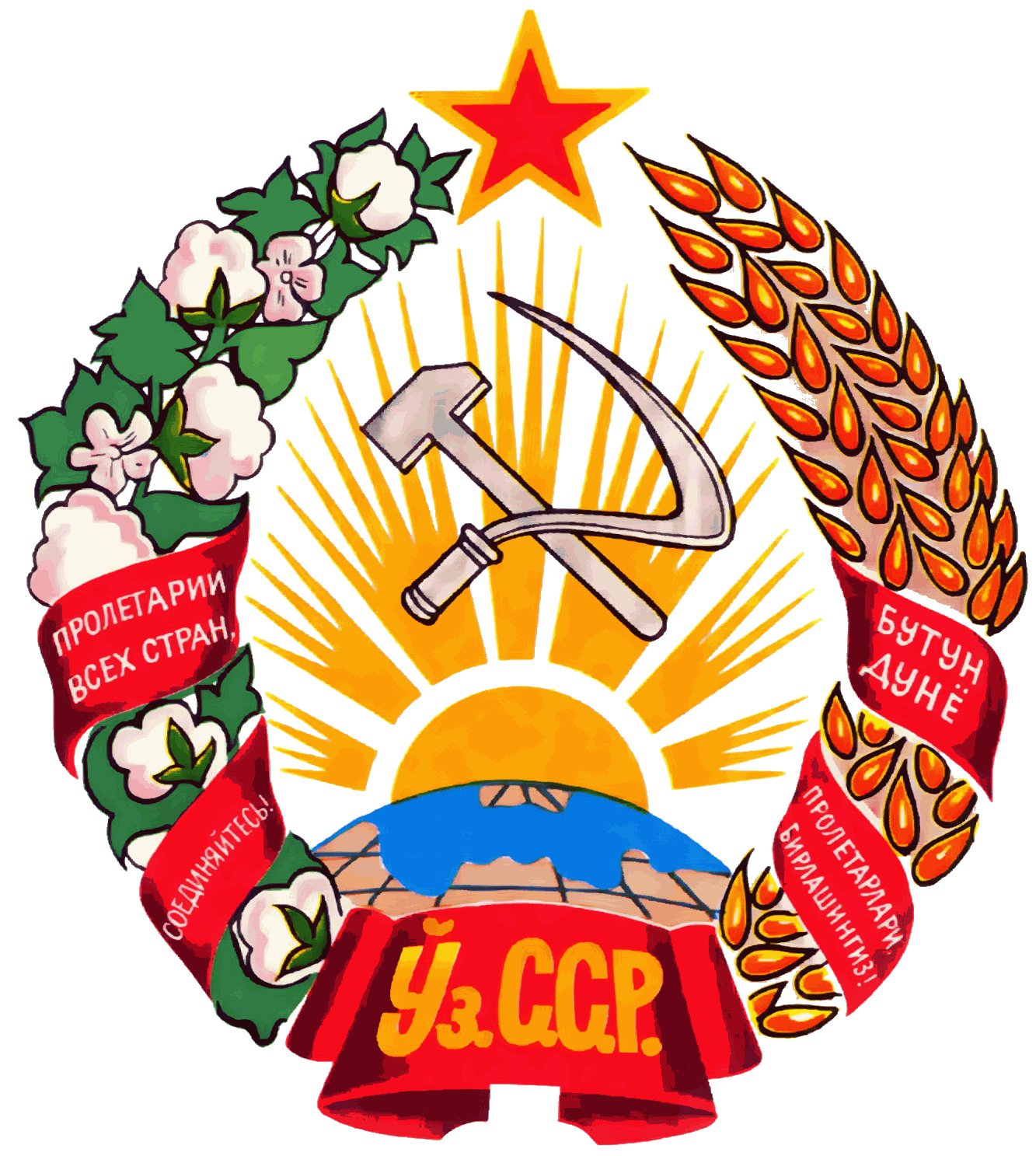
Emblema della RSS Uzbeka fino al 1991

Venne formalmente adottato il 2 luglio 1992, quasi un anno dopo la caduta dell'Unione Sovietica, e nella sua versione attuale è molto simile a quello della precedente RSS Uzbeka che di quella Unione faceva parte.

## Descrizione
L'emblema di forma circolare è dominato dai colori blu, bianco e verde, gli stessi della bandiera nazionale, che compare sia nei nastri che avvolgono i bordi laterali sia alla base dello stemma, riportante il nome ufficiale dello stato in alfabeto cirillico. Il lato sinistro è composto da una pianta stilizzata di cotone sulla sinistra e da un fascio di spighe di grano sulla destra, i due prodotti principali dell'agricoltura del paese.
È sormontato dalla stella del Rub' al-Hizb, simbolo dell'Islam, religione professata dalla maggior parte della popolazione, nella quale compare una mezzaluna bianca accompagnata da una stella su sfondo azzurro.
Nel centro si staglia un Homa, uccello che simboleggia la felicità e l'amore per la libertà, le cui ali spiegate inquadrano sullo sfondo una vista dell'Uzbekistan, su cui il sole che sorge, simboleggiante il clima secco del paese, illumina i fiumi Amu Darya e Syr Darya, e lo stemma stesso.

Emblema della Repubblica Autonoma del Karakalpakstan

La Repubblica Autonoma del Karakalpakstan, attualmente parte dell'Uzbekistan, adotta una versione leggermente differente dell'emblema, in tutto simile a quello nazionale ma con la sostituzione dell'oro al bianco come colore sui nastri (per richiamare quelli della propria bandiera), dove compare anche il nome del territorio, e del colore rosso a quello dorato del sole nascente sullo sfondo. Viene inoltre rappresentato un singolo fiume, ossia l'Amu Darya. Compare inoltre la fortezza di Shylpik, considerata alla stregua di un simbolo nazionale.